# Деница Гаджева
Деница Стоилова Сидерова (преди брака Гаджева) е български политик от партия Атака. Бивш народен представител от парламентарната група на ПП АТАКА в XL (от 2007 до 2009), XLI (от 2009 до 2013, пълен мандат) и XLII народно събрание (от 2013 до 2014, пълен мандат). Избрана е за депутат и в XLIII НС, но отказва да влезе в парламента. В XLIII НС е съветник за връзки с обществеността на ПГ „Атака“. Председател на „Младежи „Атака“.

## Биография
Родена е на 6 декември 1982 г. в град Хавана. Завършва 105 СОУ в София. През 2006 година завършва специалност „Технология и управление на транспорта“ в Техническия университет, София.

### Политическа кариера
Деница Гаджева става член на партия Атака от създаването и през 2005 г., избрана е секретар на младежката организация. След това е избрана и за председател на „Младежи „Атака“.

#### XL НС
На парламентарните избори през 2005 г. е на трето място в листата на Национално обединение „Атака“ в 24 МИР София, след Димитър Стоянов, за когото в-к „Новинар“ твърди, че е неин приятел, и Владимир Кузов. След избор на Стоянов за наблюдател в Европейския парламент, на 30 май 2007 г. полага клетва като депутат от XL народно събрание, след което е избрана за заместник-председател на Комисията по европейските въпроси и за член на Комисията по гражданското общество и медии.
- XL народно събрание (член 30/05/2007 – 25/06/2009)
- Парламентарна група Коалиция Атака (член 30/05/2007 – 17/06/2009)
- Независими (член 17/06/2009 – 25/06/2009)
- Комисия по гражданското общество и медии (член 07/06/2007 – 25/06/2009)
- Комисия по европейските въпроси (зам.-председател 07/06/2007 – 25/06/2009)

#### XLI НС
Избрана е за депутат в XLI НС на изборите през 2009 г. от партия „Атака“ в 24 МИР София.
- XLI народно събрание (член 14/07/2009 – 14/03/2013)
- Парламентарна група на партия Атака (член 14/07/2009 – 14/03/2013)
- Комисия по транспорт, информационни технологии и съобщения (член 30/07/2009 – 14/03/2013)
- Комисия по вътрешна сигурност и обществен ред (член 09/03/2011 – 14/03/2013)
- Временна комисия за проучване, анализ и обсъждане на добри практики и законодателни решения във връзка с регулирането на дейности по проучване и добив на подземни богатства при опазване на околната среда (член 04/04/2012 – 14/03/2013)
- Постоянна делегация на Народното събрание в Интерпарламентарния съюз (член 04/09/2009 – 14/03/2013)
- Група за приятелство България – Бразилия (зам.-председател 23/10/2009 – 14/03/2013)
- Група за приятелство България – Гватемала (зам.-председател 23/10/2009 – 14/03/2013)
- Група за приятелство България – Испания (член 23/10/2009 – 14/03/2013)
- Група за приятелство България – Италия (член 23/10/2009 – 14/03/2013)
- Група за приятелство България – Куба (член 23/10/2009 – 14/03/2013)
- Група за приятелство България – Португалия (член 23/10/2009 – 14/03/2013)

#### XLII НС
Избрана е за депутат в XLII НС на изборите през 2013 г. от партия „Атака“ в 26 МИР София.
- XLII народно събрание (член 21/05/2013 – 05/08/2014)
- Парламентарна група на партия АТАКА (член 21/05/2013 – 05/08/2014)
- Комисия по околната среда и водите (член 19/06/2013 – 05/08/2014)
- Комисия по транспорт, информационни технологии и съобщения (зам.-председател 19/06/2013 – 05/08/2014)
- Временна анкетна комисия за проверка и установяване на всички факти и обстоятелства, довели до внезапното подаване на оставка от Христо Дамянов Бисеров от всички заемани постове в Народното събрание и политическата партия „Движение за права и свободи“, в резултат на негови действия, след които са образувани наказателни производства за престъпления, свързани с изпиране на пари, подаване на декларации с невярно съдържание и други, както и потенциалното неправомерно изтичане на информация от българските служби за сигурност към „Боянските сараи“, както и всички факти и обстоятелства, свързани с твърденията за скандална кореспонденция и среща между председателя на ГЕРБ Бойко Борисов и Бисер Миланов, известен като Петното
- (член 05/02/2014 – 29/04/2014)
- Делегация в Интерперламентарния съюз (член 01/08/2013 – 05/08/2014)
- Група за приятелство България – Бразилия (член 17/10/2013 – 05/08/2014)
- Група за приятелство България – Индия (член 17/10/2013 – 05/08/2014)
- Група за приятелство България – Китай (член 17/10/2013 – )
- Група за приятелство България – Република Южна Африка (член 17/10/2013 – 05/08/2014)
- Група за приятелство България – Тайланд (член 17/10/2013 – 05/08/2014)
- Група за приятелство България – Испания (зам.-председател 17/10/2013 – 05/08/2014)
- Група за приятелство България – Италия (член 17/10/2013 – 05/08/2014)
- Група за приятелство България – Куба (зам.-председател 17/10/2013 – 05/08/2014)

### XLIII НС
На предсрочните парламентарни избори през 2014 г. Деница отново е кандидат за депутат от ПП „Атака“. Тя е и водач на две листи – 23 МИР София и София – област. Партията взима мандат само в 23 МИР София, но със заявление до ЦИК на 9 октомври 2014 г. Гаджева се отказва да бъде депутат за четвърти пореден път.
На 26 ноември 2014 г. е обявено, че Деница Гаджева ще бъде съветник за връзки с обществеността на ПГ „Атака“ в XLIII НС.